# Ferdinand Tillmann

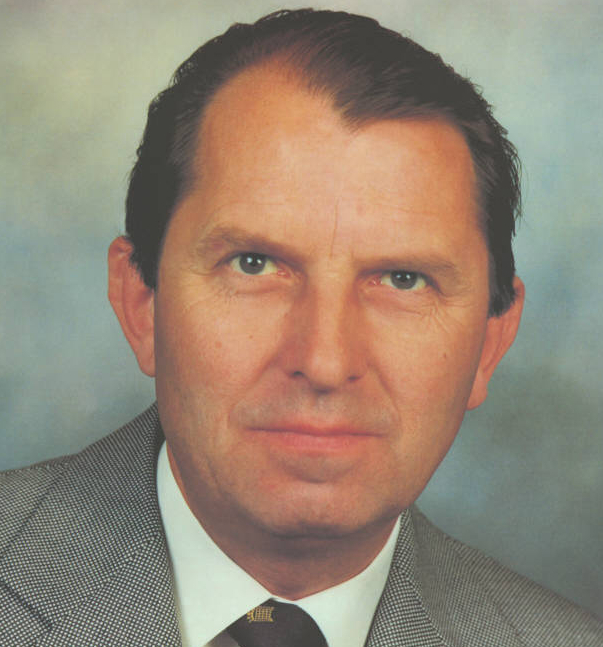
Ferdinand Tillmann (vor 1977)

Ferdinand „Ferdi“ Tillmann (* 27. Juni 1932 in Dörnholthausen) ist ein deutscher Unternehmer und Politiker (CDU).

## Leben und Beruf
Tillmann wurde als Sohn eines mittelständischen Unternehmers geboren. Nach dem Abitur 1952 am Gymnasium Laurentianum Arnsberg nahm er ein Studium der Betriebs- und Volkswirtschaft an den Universitäten in Frankfurt am Main und Köln auf, das er 1956 mit der Prüfung zum Diplom-Kaufmann beendete. Anschließend arbeitete er als Prokurist im elterlichen Betrieb und übernahm später als selbständiger Unternehmer die Geschäftsführung der Tillmann Profil GmbH in Sundern.

## Abgeordneter
Tillmann war von 1972 bis 1994 für sechs Wahlperioden Mitglied des Deutschen Bundestages. Er wurde stets über ein Direktmandat in Nordrhein-Westfalen gewählt, vertrat von 1972 bis 1980 den Wahlkreis Arnsberg – Soest und anschließend bis 1994 den Wahlkreis Hochsauerlandkreis im Parlament. Von 1980 bis 1994 war er hier Vorsitzender des Sportausschusses. Er war ferner Mitglied im Verkehrsausschuss und im Ausschuss für Fremdenverkehr und Tourismus. Bei der CDU/CDU-Fraktion war er Mitglied im Fraktionsvorstand.

## Öffentliche Ämter
Tillmann war von 1964 bis 1974 Mitglied im Rat der Gemeinde Stockum bzw. von 1974 bis 1979 im Rat der Stadt Sundern. Tillmann amtierte von 1969 bis 1972 als Landrat des Kreises Arnsberg. Von 1994 bis 2008 war Tillmann ehrenamtlicher Ortsvorsteher in Stockum.

## Ehrenämter
Tillmann war von 1959 an für Jahrzehnte Vorsitzender des CDU-Ortsverbandes Stockum. Er war in den folgenden Jahrzehnten zeitweise Vorsitzender des CDU-Stadtverbandes Sundern und Mitglied im Kreisvorstand der CDU im Kreis Arnsberg und später im Hochsauerlandkreis. Auch gehörte er zeitweise den Vorständen der Mittelstandsvereinigung der CDU auf Kreis- und Landesebene an. Seit 1989 ist er Rechnungsprüfer des CDU-Bundesverbandes.
Er war langjähriger Vizepräsident des Bob- und Schlittenverbandes für Deutschland und Vorsitzender des Nordrhein-Westfälischen Bob- und Schlittensportverbandes. Beim Kreissportbund Hochsauerlandkreis war von 1994 bis 2004 Vorsitzender.
Tillmann war zeitweise Vorsitzender des MGV Stockum (Gesangverein), des Vereins 1.000 Jahre Stockum und des Forums Luft- und Raumfahrt. Seit 2008 ist Tillmann Ortsheimatpfleger in Stockum. Ebenfalls seit 2008 ist er zweiter Vorsitzender des Kulturrings Sundern. Er unterstützt seit der Gründung den Sunderner Heimatbund finanziell bei Veröffentlichungen zur Geschichte von Sundern. Diese Förderung läuft über die Anna und Ferdinand Tillmann-Stiftung (Kurzname: Tillmann-Stiftung), welche er gründete. Die Stiftung renovierte den Krämerschen Hof und baute diesen zum Kulturzentrum Schepes Huaf um. Im Schepes Huaf finden u. a. Ausstellungen statt. Verschiedene Vereine wie die Plattduitsken Frauluie  und die Theatergruppe der KFD Stockum haben hier einen Vereinsraum gefunden.
2016 erwarb er das Gebäude der ehemaligen Gaststätte „Altes Berghaus“ in Stockum und finanzierte den Umbau. Vom Sommer 2016 bis Herbst 2017 wurde das Gebäude zur Akademie für Kunst und Kultur umgebaut und im November eröffnet. Im Dachgeschoss wird das Werk des Bildhauers Johannes Dröge, NRW-Staatspreisträger und Ehrenbürger von Sundern, in einer Dauerausstellung ausgestellt. Fünf Künstler der „Künstlergemeinschaft Berghaus“ haben in der mittleren Etage ihre Ateliers. Im Erdgeschoss befindet sich eine Ausstellungshalle für Wechselausstellungen.

## Familie
Tillmann ist mit Maria Tillmann geb. Harbert verheiratet, 6. Tochter von Egbert Harbert. Aus der Ehe ging die Tochter Maria Tillmann hervor. Sie hat seit den Kommunalwahlen in Nordrhein-Westfalen 2020 einen Sitz im Kreistag des Hochsauerlandkreises für Bündnis 90/Die Grünen und war  Kandidatin der Partei bei der Bundestagswahl 2021. Sie bekam 8,5 % der Erststimmen und auch ihr Listenplatz reichte nicht zum Einzug in den Bundestag.

## Ehrungen und Auszeichnungen
- 1979: Verdienstkreuz 1. Klasse der Bundesrepublik Deutschland
- 1990: Großes Verdienstkreuz der Bundesrepublik Deutschland
- Ferdinand Tillmann wurde am 25. Juni 2009 zum Ehrenbürger seiner Heimatstadt Sundern (Sauerland) ernannt.